# Alsophis rijersmai
Alsophis rijersmai је гмизавац из реда Squamata и фамилије Colubridae. 

## Угроженост
Ова врста се сматра угроженом.

## Распрострањење
Врста је присутна у Ангвили, Гваделупу и Холандским Антилима и Француским Антилима.